# Łazeszczyna
Łazeszczyna (ukr. Лазещина) – wieś na Ukrainie, w obwodzie zakarpackim, w rejonie rachowskim, w hromadzie Jasinia. W 2001 liczyła 4174 mieszkańców, wśród których 4148 wskazało jako ojczysty język ukraiński, 13 rosyjski, 2 mołdawski, 5 węgierski, 1 białoruski, 1 gagauski, a 4 inny.
We wsi jest przystanek kolejowy Łazeszczyna.